# Laumeier Sculpture Park

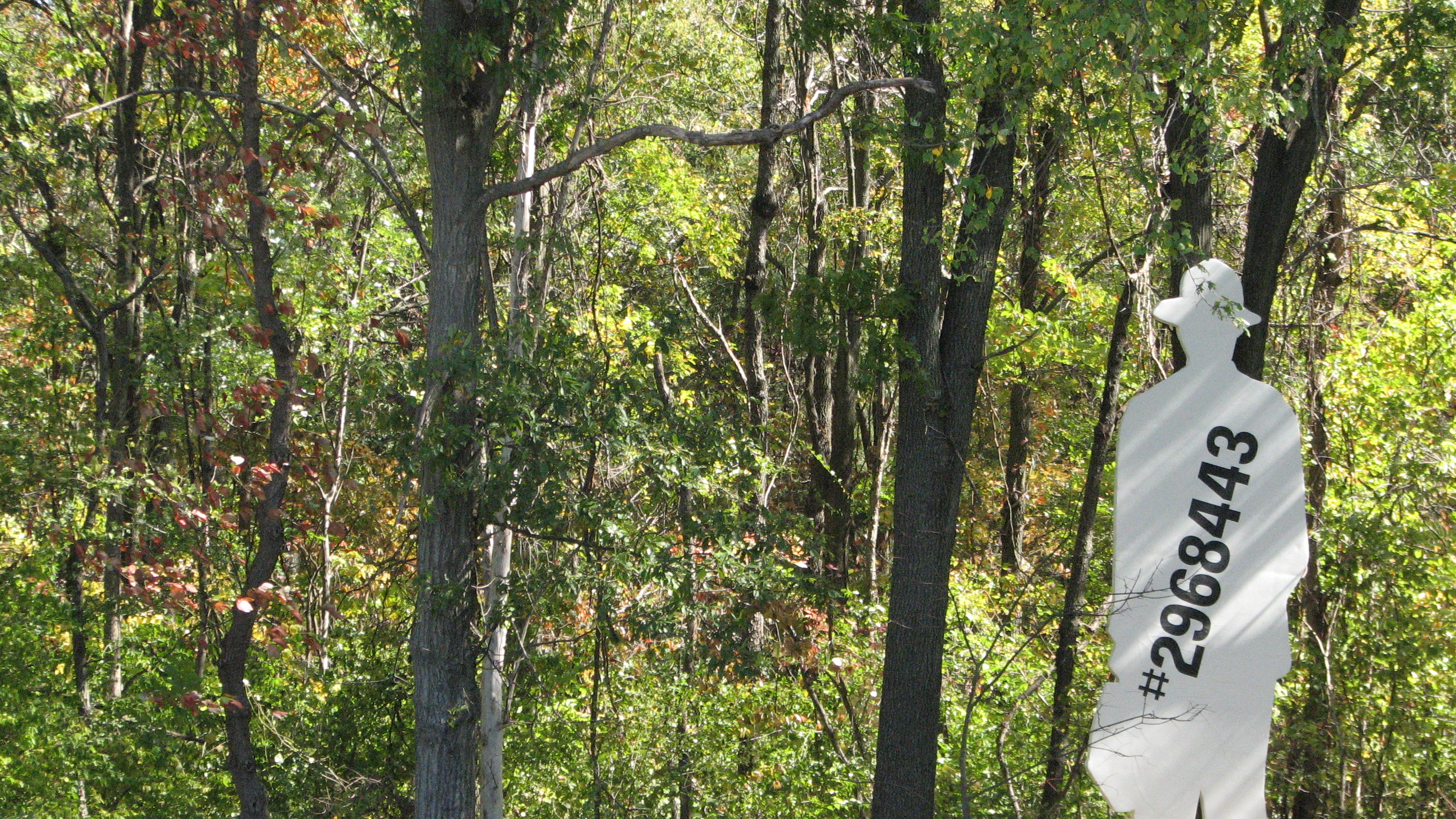
Het park

Het Laumeier Sculpture Park is een beeldenpark annex museum voor wisseltentoonstellingen in de stad Saint Louis in de Amerikaanse staat Missouri.

## Het park
Het beeldenpark, dat een oppervlak beslaat van ruim 42 hectare en daarmee een van de grotere beeldenparken van de Verenigde Staten is, bevindt zich aan 12580 Rott Road, Sunset Hills. In het park zijn vele stromingen in de moderne en hedendaagse beeldhouwkunst vertegenwoordigd met kunstwerken van Amerikaanse en internationale beeldhouwers.
Het park kon in 1975, door een schenking van de beeldhouwer Ernest Trova van 40 werken voor de buitencollectie van het destijds in oprichting zijnde Laumeier Sculpture Park, voor het publiek worden geopend.

## De collectie
De collectie beeldhouwwerken in het park en langs de beeldenroute telt nu, naast het werk van Trova, meer dan 70 werken van gerenommeerde kunstenaars, zoals:
- Arman met La Libellule (1996)
- Alice Aycock met The Hundred Small Rooms (1984/86)
- Jonathan Borofsky met Man with briefcase at #2968443 (1986)
- Anthony Caro met Java (1976)
- Niki de Saint Phalle met Ricardo Cat (1999)
- Mark di Suvero met 5 werken vertegenwoordigd: Beppe (1978/1995), Bomibus (1985/1987), Destino (2003), Old Buddy (1993/1995) en Tumbleweed (1985/1987)
- Ian Hamilton Finlay met Four Shades (1994)
- Dan Graham met Triangular Bridge over Water (1990)
- Michael Heizer met Compression Line (1968)
- Jenny Holzer met Ten Plaques from the Living Series
- Richard Hunt met Linked Forms (1999) en Tower Hybrid (1979)
- Donald Judd met Untitled (1984)
- Sol LeWitt met Intricate Wall (2001/2004)
- Alexander Liberman met The Way (1972/1988)
- Robert Morris met Untitled (1968/1969)
- David Nash met Black through Green (1993)
- George Rickey met One Up One Down, Excentric with Acute Angle IV (1983) en Peristyle II, Variation II (1966)
- Michael Steiner met Untitled (1969)
- Isaac Witkin met Hawthorne Tree (1987)